# Dryopteris fadenii
Dryopteris fadenii är en träjonväxtart som beskrevs av Pichi-serm. Dryopteris fadenii ingår i släktet Dryopteris och familjen Dryopteridaceae. Inga underarter finns listade.